# Толстой (Південна Дакота)
Толстой (англ. Tolstoy) — місто (англ. town) в США, в окрузі Поттер штату Південна Дакота. Населення — 35 осіб (2020).

## Географія
Толстой розташований за координатами 45°12′29″ пн. ш. 99°36′50″ зх. д. / 45.20806° пн. ш. 99.61389° зх. д. (45.208148, -99.613985).  За даними Бюро перепису населення США в 2010 році місто мало площу 0,47 км², уся площа — суходіл.

## Демографія
Згідно з переписом 2010 року, у місті мешкало 36 осіб у 20 домогосподарствах у складі 10 родин. Густота населення становила 76 осіб/км².  Було 31 помешкання (66/км²).
Расовий склад населення:
| - 97,2 % — білих - 2,8 % — азіатів |

До двох чи більше рас належало 0,0 %. Частка іспаномовних становила 2,8 % від усіх жителів.
За віковим діапазоном населення розподілялося таким чином: 11,1 % — особи молодші 18 років, 61,1 % — особи у віці 18—64 років, 27,8 % — особи у віці 65 років та старші. Медіана віку мешканця становила 54,3 року. На 100 осіб жіночої статі у місті припадало 125,0 чоловіків;  на 100 жінок у віці від 18 років та старших — 113,3 чоловіків також старших 18 років.
Середній дохід на одне домашнє господарство  становив 50 661 долар США (медіана — 23 750), а середній дохід на одну сім'ю — 39 517 доларів (медіана — 41 250). 
Цивільне працевлаштоване населення становило 13 осіб. Основні галузі зайнятості: освіта, охорона здоров'я та соціальна допомога — 46,2 %, оптова торгівля — 23,1 %, мистецтво, розваги та відпочинок — 15,4 %, будівництво — 15,4 %.